# Почтовые ордера Новой Зеландии
Почтовые ордера Новой Зеландии — бланки денежных почтовых переводов для оплаты небольших сумм, использовавшиеся в почтовой системе Новой Зеландии и выпускавшиеся в двух вариациях — собственные почтовые ноты и надпечатанные британские почтовые ордера (англ. Postal Orders of the United Kingdom). Почтовые ордера применялись в Новой Зеландии с 1880-х годов до 1986 года.

## Почтовые ноты Новой Зеландии
Услуга денежных почтовых переводов была введена в Новой Зеландии впервые в 1862 году. Впервые почтовые ноты стали выпускаться в этой стране в 1880-е годы. Американский собиратель новозеландских почтовых нот Джек Харвуд (Jack Harwood) указывает более точную дату начала их эмиссий — 1886 год.
На бланках почтовых нот имелись надпись «New Zealand Postal Note» («Почтовая нота Новой Зеландии»), указание номинала (например, 5 новозеландских фунтов) и разнообразные графические элементы, включая местные пейзажи, изображения птицы киви и др. Известны некоторые экземпляры самых ранних почтовых нот с проставленной на них в 1890 году надпечаткой «SPECIMEN» («Образец»).
Последняя эмиссия почтовых нот состоялась 31 июля 1986 года. 1 августа того же года почтовые ноты были изъяты из обращения, согласно меморандуму Почтового управления Новой Зеландии (Postal Office of New Zealand) POHQ 685/41 от 22 июля 1986 года. Почтовые служащие были обязаны уничтожить остатки почтовых нот к 7 августа этого года. Почтовые ноты, выпущенные после 31 июля, запрещалось обналичивать. Взамен почтовых нот стали использоваться внутренние денежные поручения (Inland Money Orders). Реформа в сфере употребления новозеландских почтовых нот была связана с тем, что с 1 апреля 1987 года Почтовое управление Новой Зеландии разделялось на три самостоятельные компании.
| Почтовые ноты Новой Зеландии   | Почтовые ноты Новой Зеландии |
| ------------------------------ | ---------------------------- |
|                                |                              |
| 1952: номиналом в 20 шиллингов | 1953: номиналом в 2 шиллинга |

## Британские почтовые ордера
Помимо собственных почтовых нот, почтовая служба Новой Зеландии с какого-то времена начала употреблять почтовые ордера Великобритании. Большинство из них содержали надпечатки, выполненные непосредственно в Новой Зеландии для хождения на территории страны. Почтовые ордера номиналом в 5 шиллингов обычно не надпечатывались.
К 1986 году их изготовление было прекращено вследствие отмены Роджером Дугласом (англ. Roger Douglas) валютного контроля. Меморандум Почтового управления Новой Зеландии POHQ 680317/1 от 16 февраля 1987 года предписывал прекратить во всех почтовых отделениях продажу всех имевшихся на тот момент британских почтовых ордеров номиналами в 25, 50, 75 пенсов, 1 и 2 фунта стерлингов. Однако со 2 марта того же года разрешалось продавать по особым запросам клиентов британские почтовые ордера номиналами в 2, 5 и 10 фунтов, но уже без новозеландских надпечаток.
Сохранившиеся экземпляры британских почтовых ордеров, находившихся в обращении в Новой Зеландии, очень ценятся коллекционерами.

## Каталогизация
Новозеландские почтовые ордера были систематизированы в издании «Почтовые ноты Новой Зеландии 1886—1986: каталог-прейскурант» (2010), подготовленном Джеком Харвудом:
Harwood J. New Zealand Postal Notes 1886—1986: A Priced Catalogue Including Notes on British Postal Orders Issued in New Zealand. — 1st edn. — Sarasota: Jack Harwood, 2010. — 130 p. — ISBN 978-0-692-00154-7. (англ.)
Это был первый справочник подобного рода, который представлял собой итог почти 30-летнего коллекционирования и изучения Харвудом почтовых ордеров Новой Зеландии. Дж. Харвуд выделил 27 отличительных типов почтовых нот и сопроводил большинство из них полноцветными изображениями. В каталоге были перечислены почтовые ноты всех номиналов и разновидностей, описаны их отрывные корешки и идентифицированы водяные знаки. Кроме того, были приведены сведения об использовании почтовых нот в школе Почтового управления (Post Office Training School), о нераспроданных остатках тиражей, «звёздных» нотах («star» notes), архивных собраниях почтовых нот в Музее Новой Зеландии «Te Papa Tongarewa» (англ. Museum of New Zealand Te Papa Tongarewa) и в национальной почтовой компании New Zealand Post, а также обширные перечни британских почтовых ордеров, употреблявшихся в Новой Зеландии. В приложении для многих выпусков были даны серийные номера, а также официальные акты и другие документы, касающиеся обращения почтовых нот.
Каталог стал одинаково полезен как филателистам, рассматривающим обычные почтовые ноты как знаки оплаты гербового сбора, так и бонистам, которые считают их формой денежных знаков.
Другие публикации, включавшие изображения новозеландских почтовых нот, выходили в журнале «Postal Order News» Общества почтовых ордеров (англ. Postal Order Society), начиная с четвёртого выпуска за 1986 год.